# Văn Miếu – Quốc Tử Giám

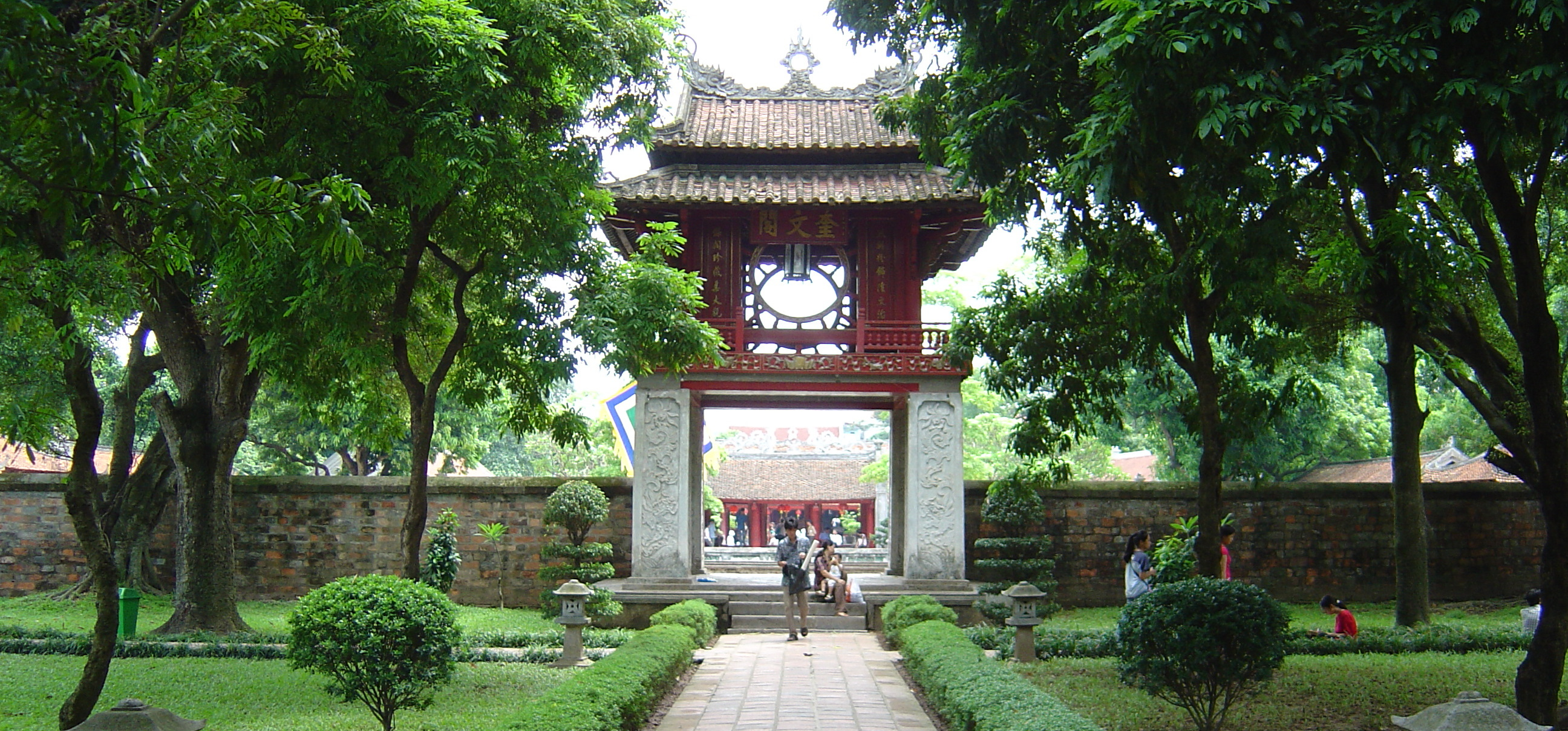
Khuê Văn Các - biểu tượng của Thủ đô Hà Nội. Đây là nơi học sinh thường hay chụp ảnh trong những lễ tốt nghiệp

Văn Miếu – Quốc Tử Giám là quần thể di tích đa dạng, phong phú hàng đầu của thành phố Hà Nội, nằm ở phía Nam kinh thành Thăng Long. Quần thể kiến trúc Văn  Miếu – Quốc Tử Giám bao gồm: hồ Văn, khu Văn Miếu – Quốc Tử Giám và vườn Giám, mà kiến trúc chủ thể là Văn miếu (chữ Hán: 文廟) - nơi thờ Khổng Tử, và Quốc tử giám (chữ Hán: 國子監) - trường đại học đầu tiên của Việt Nam. Khu Văn Miếu – Quốc Tử Giám có tường gạch vồ bao quanh, phía trong chia thành 5 lớp không gian với các kiến trúc khác nhau. Mỗi lớp không gian đó được giới hạn bởi các tường gạch có 3 cửa để thông với nhau (gồm cửa chính giữa và hai cửa phụ hai bên). Từ ngoài vào trong có các cổng lần lượt là: cổng Văn Miếu, Đại Trung, Khuê Văn các, Đại Thành và cổng Thái Học. Với hơn 700 năm hoạt động đã đào tạo hàng nghìn nhân tài cho đất nước. Ngày nay, Văn Miếu – Quốc Tử Giám là nơi tham quan của du khách trong và ngoài nước đồng thời cũng là nơi khen tặng cho học sinh xuất sắc và còn là nơi tổ chức hội thơ hàng năm vào ngày rằm tháng giêng. Đặc biệt, đây còn là nơi các sĩ tử ngày nay đến "cầu may" trước mỗi kỳ thi quan trọng.

## Lịch sử
Văn miếu được xây dựng từ năm 1070, tức năm Thần Vũ thứ hai đời Lý Thánh Tông. Đại Việt sử ký toàn thư, Nxb. Khoa học xã hội, Hà Nội, tập 1, tr.234 chép: "Mùa thu tháng 10, làm Văn Miếu, đắp tượng, Khổng Tử, Chu Công và Tứ phối, vẽ tượng Thất thập nhị hiền, bốn mùa cúng tế. Hoàng thái tử đến đấy học."  Như vậy Văn miếu ngoài chức năng thờ các bậc Tiên thánh, Tiên sư của đạo Nho, còn mang chức năng của một trường học Hoàng gia mà học trò đầu tiên là Thái tử Lý Càn Đức, con trai vua Lý Thánh Tông với Nguyên phi Ỷ Lan, lúc đó mới 5 tuổi, đến năm 1072 lên ngôi trở thành vua Lý Nhân Tông.
Năm 1076, Lý Nhân Tông cho lập trường Quốc Tử giám ở bên cạnh Văn miếu, có thể coi đây là trường đại học đầu tiên ở Việt Nam. Ban đầu, trường chỉ dành riêng cho con vua và con các bậc đại quyền quý (nên gọi tên là Quốc tử). (Việt sử thông giám cương mục. Nxb. Văn sử địa. 1957) chép: "Bính Thìn, năm Anh Vũ Chiêu Thắng thứ 1 tháng 4... lập nhà Quốc tử giám; tuyển trong các văn thần lấy những người có văn học, bổ vào đó". Năm 1156, Lý Anh Tông cho sửa lại Văn miếu và chỉ thờ Khổng Tử.
Năm 1253, vua Trần Thái Tông đổi Quốc Tử giám thành Quốc Học viện cho mở rộng và thu nhận cả con cái các nhà thường dân có sức học xuất sắc. Chức năng trường Quốc học ngày càng nổi bật hơn chức năng của một nơi tế lễ "Quý Sửu năm thứ ba (1253)... Tháng 6 lập Quốc Học viện, tô tượng Khổng Tử, Chu công và Á Thánh, vẽ tượng 72 người hiền để thờ... Tháng 9 xuống chiếu cho các nho sĩ trong nước đến Quốc học viện giảng học tứ thư, lục kinh" (ĐVSKTT). Lấy Phạm Ứng Thần giữ chức Thượng thư kiêm chức Đề điệu Quốc Tử viện để trông nom công việc học tập tại Quốc Tử giám".
Đời Trần Minh Tông, Chu Văn An được cử làm quan Quốc Tử giám Tư nghiệp (hiệu trưởng) và thầy dạy trực tiếp của các hoàng tử. Năm 1370 ông mất, được vua Trần Nghệ Tông cho thờ ở Văn miếu bên cạnh Khổng Tử.
Sang thời Hậu Lê, Nho giáo rất thịnh hành. Vào năm 1484, Lê Thánh Tông cho dựng bia của những người thi đỗ Tiến sĩ từ khoa thi 1442 trở đi (chủ trương đã đề ra năm 1442 nhưng chưa thực hiện được). Mỗi khoa, một tấm bia đặt trên lưng rùa. Tới năm đó, nhà Lê đã tổ chức được 12 khoa thi cao cấp, Lê Thánh Tông (1460 - 1497) đã tổ chức đều đặn cứ ba năm một lần, đúng 12 khoa thi.
Không phải khoa thi nào tiến hành xong đều được khắc bia ngay, không phải bia đã dựng thì trường tồn, không hư hỏng, không mất mát. Từng thời có những đợt dựng, dựng lại lớn, như năm 1653 (Thịnh Đức năm thứ nhất), năm 1717 (Vĩnh Thịnh năm thứ 13).
Cuối triều Lê, thời Cảnh Hưng, bia vẫn được khắc đều đặn. Dù không còn giữ được đủ bia, nhà công trình điêu khắc giá trị và tư liệu lịch sử quý báu.
Năm 1762, Lê Hiển Tông cho sửa lại là Quốc Tử giám, cơ sở đào tạo và giáo dục cao cấp của triều đình. Vào thời Cảnh Hưng, Vũ Miên, Nguyễn Nghiễm, Nguyễn Lệ cho đúc Bích Ung đại chung (chuông lớn Bích Ung).
Đời nhà Nguyễn, Quốc Tử giám lập tại Huế. Năm 1802, vua Gia Long ấn định đây là Văn miếu Hà Nội. Tổng trấn Bắc Thành Nguyễn Văn Thành cho xây thêm Khuê Văn các bên cạnh giếng vuông. Như vậy vào đầu thời Nguyễn, Văn miếu Thăng Long đã một lần được sửa sang chỉ còn là Văn miếu của trấn Bắc Thành, sau đổi thành Văn Miếu Hà Nội. Còn Quốc Tử giám thì đổi thành học đường của phủ Hoài Đức và sau đó tại khu vực này xây đền Khải Thánh để thờ cha mẹ Khổng Tử.
Đầu năm 1947, thực dân Pháp nã đạn đại bác làm đổ sập căn nhà, chỉ còn cái nền với hai cột đá và 4 nghiên đá. Ngày nay toàn bộ khu Thái Học được xây dựng với diện tích 1530m2 trên tổng diện tích 6150m2 gồm các công trình kiến trúc chính là Tiền đường, Hậu đường, Tả vu, Hữu vu, nhà chuông, nhà trống được mô phỏng theo kiến trúc truyền thống trên nền đất xưa của Quốc Tử giám.

## Kiến trúc

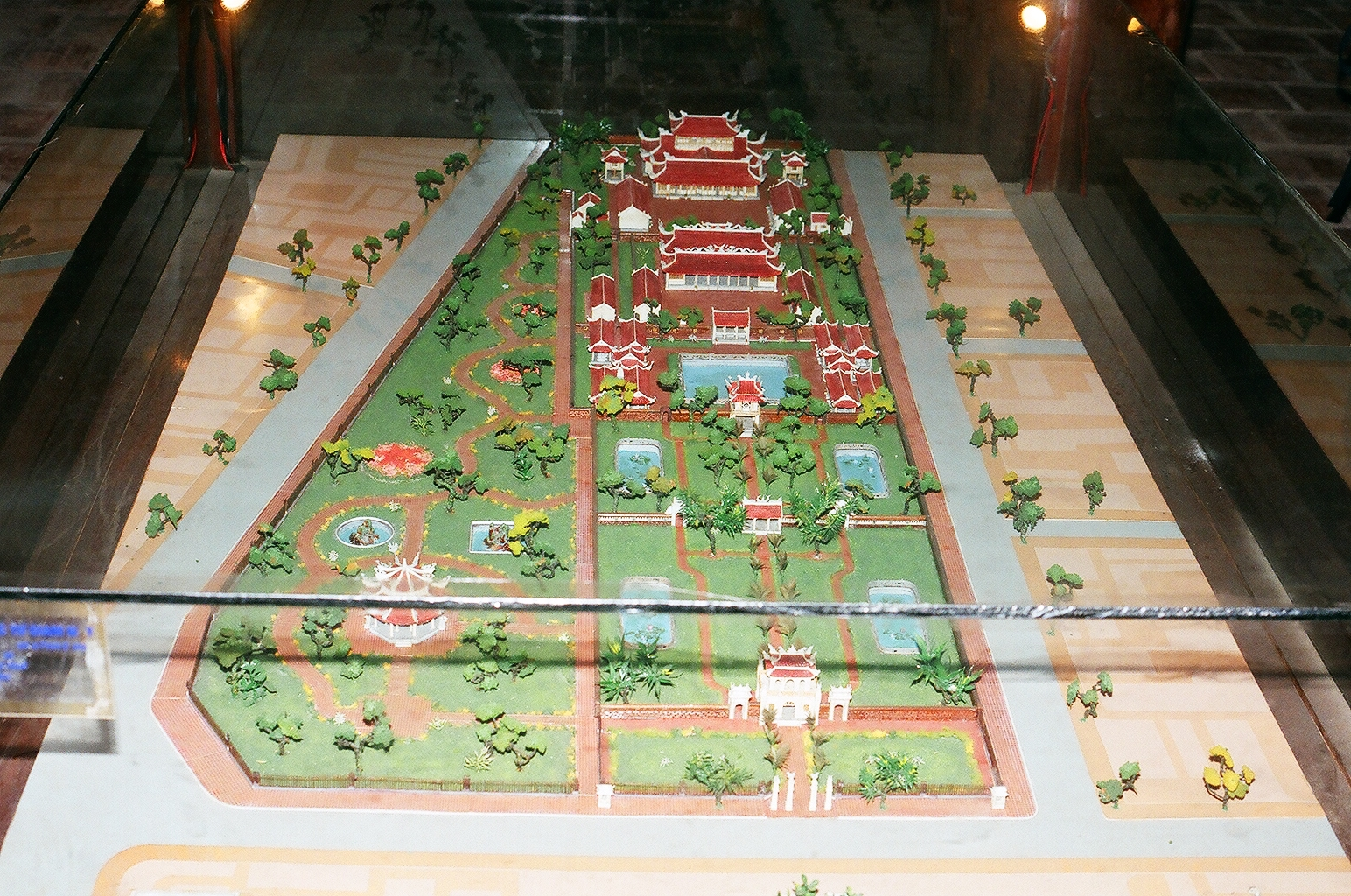
Kiến trúc quần thể Văn Miếu - Quốc Tử Giám ngày nay

Quốc Tử giám nằm ở phía Nam thành Thăng Long, xưa thuộc thôn Minh Giám, tổng Hữu Nghiêm, huyện Thọ Xương; thời Pháp thuộc cũng như nay thuộc khu vực trung tâm nội thành của thành phố Hà Nội. Bốn mặt đều là phố, cổng chính là phố Quốc Tử Giám (phía Nam), phía Bắc là phố Nguyễn Thái Học, phía Tây là phố Tôn Đức Thắng, phía Đông là phố Văn Miếu. Quần thể kiến trúc này nằm trên diện tích 54331m2 bao gồm: hồ Văn, khu Văn Miếu – Quốc Tử Giám và vườn Giám mà kiến trúc chủ thể là Văn Miếu nơi thờ Khổng Tử và Quốc Tử Giám, trường học cao cấp đầu tiên của Việt Nam từ xưa đến bây giờ

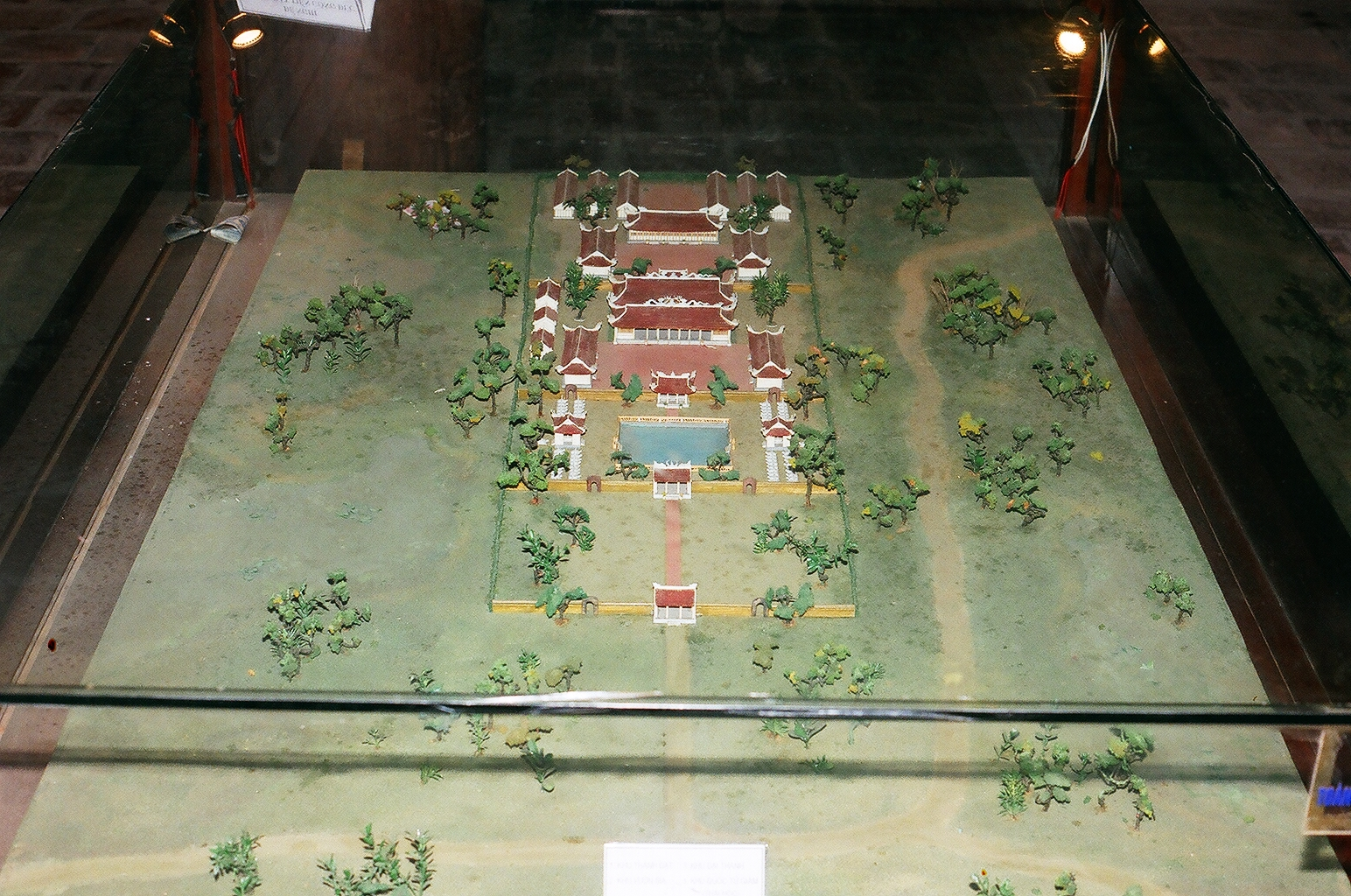
Kiến trúc quần thể Văn Miếu – Quốc Tử Giám xưa

- Nhà Thái học sinh đời Lý - Trần quy mô thế nào, hiện chưa khảo được, vì các tư liệu lịch sử không thấy ghi lại. Thời thuộc Minh, nhiều di tích lịch sử văn hoá bị đốt hoặc đưa về Yên Kinh, (Bắc Kinh), nhưng Văn miếu vẫn được người Minh tôn trọng. Năm Giáp Ngọ (1414) Hoàng Phúc xin với vua nhà Minh cho lập Văn miếu ở các châu, huyện trong cả nước.[3]
- Năm Quý Mão niên hiệu Hồng Đức thứ 14 (1483) Lê Thánh Tông, đã thực hiện một đợt đại trùng tu, được ghi lại trong Đại Việt sử ký toàn thư như sau: Tháng Giêng, mùa xuân sửa nhà Thái học... Đằng trước nhà Thái học dựng Văn miếu. Khu vũ của Văn miếu có điện Đại Thành để thờ Tiên Thánh, Đông vũ và Tây vũ chia ra thờ các Tiên hiền, Tiên nho; điện Canh Phục để làm nơi túc yết, Một kho để chứa đồ tế khí và một phòng để làm nhà bếp; đằng sau nhà Thái học, dựng cửa Thái học, nhà Minh luân. Giảng đường phía đông và giảng đường phía tây thì để làm chỗ giảng dạy các học sinh. Lại đặt thêm kho Bí thư để chứa ván gỗ khắc thành sách; bên đông bên tây nhà Thái học làm nhà cho học sinh trong ba xá, mỗi bên ba dãy, mỗi dãy 25 gian để làm chỗ nghỉ ngơi của học sinh
- Sách Đại Việt sử ký toàn thư cho biết vào tháng 11 niên hiệu Hồng Thuận năm thứ 3 (1511) vua Lê Tương Dực: Sai Nguyễn Văn Lang sửa lại điện Sùng Nho ở Quốc Tử giám và 2 giải vũ, 6 nhà Minh Luân, phòng bếp, phòng kho, cùng làm mới 2 nhà bia bên đông bên tây, mỗi gian tả hữu đều để 1 tấm bia[4]
- Văn Miếu – Quốc Tử Giám nhà Lê đã được Lê Quý Đôn miêu tả trong Kiến văn tiểu lục (sách viết năm 1777) thì: Văn miếu; cửa Đại Thành nhà 3 gian 2 chái, lợp bằng ngói đồng (ngói ống), Đông Vũ và Tây Vũ 2 dãy đều 7 gian, đằng sau cửa nhỏ 1 gian, điện canh phục 1 gian 2 chái, nhà bếp 2 gian, kho tế khí 3 gian 2 chái, cửa Thái học 3 gian, có tường ngang lợp bằng ngói đồng (ngói ống), nhà bia phía đông và tây đều 12 gian, kho để ván khắc sách 4 gian, ngoại nghi môn 1 gian, xung quanh đắp tường, cửa hành mã ngoài tường ngang 3 gian, nhà Minh Luân 3 gian 2 chái, Cửa nhỏ bên tả và bên hữu đều 1 gian, có tường ngang. nhà giảng dạy ở phía đông và phía tây 2 dãy, mỗi dãy đều 14 gian. Phòng học của học sinh tam xá ở phía đông và phía tây đều ba dãy, mỗi dãy 25 gian, mỗi gian 2 người[5].

Toàn bộ kiến trúc Văn Miếu hiện nay đều là kiến trúc cung đình thời đầu nhà Nguyễn. Khuôn viên được bao bọc bởi bốn bức tường xây bằng gạch vồ (đây là sản phẩm của nhà Hậu Lê)
- Hiện nay quần thể kiến trúc Văn Miếu – Quốc Tử Giám được chia làm ba khu vực chính: 1 là hồ Văn, 2 vườn Giám và 3 là khu nội tự Văn Miếu - Quốc Tử Giám (khu chủ thể), bố cục đăng đối từng khu, từng lớp theo trục Bắc Nam, mô phỏng tổng thể quy hoạch khu Văn Miếu thờ Khổng Tử ở quê hương ông tại Khúc Phụ, Sơn Đông, Trung Quốc. Tuy nhiên, quy mô ở đây đơn giản hơn, kiến trúc đơn giản hơn và theo phương thức truyền thống nghệ thuật dân tộc Việt Nam (từ thế kỷ 17 đến thế kỷ 19).

### Hồ Văn

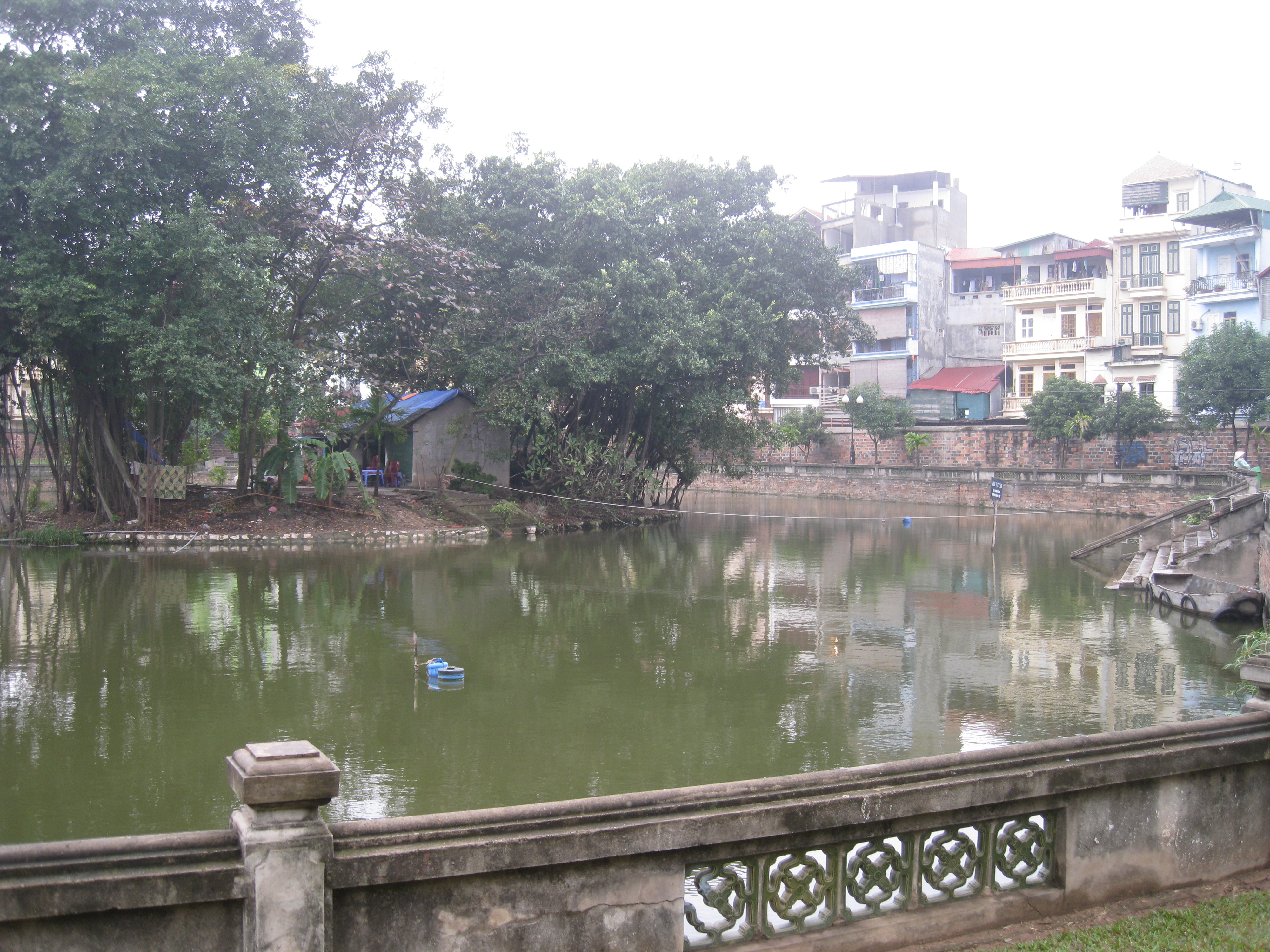
Hồ Văn hay hồ Giám phía trước cổng vào Văn Miếu.

Phía nam, trước mặt Văn Miếu là hồ Minh Đường hay Văn hồ, dân gian thường gọi là hồ Giám. Chính quyền thành phố Hà Nội đã cố gắng giải toả, nhưng hiện nay diện tích cũng chỉ còn được 12297 m2, giữa hồ có gò Kim Châu, trên gò dựng Phán Thủy đường (là nơi diễn ra các buổi bình văn thơ của nho sĩ kinh thành xưa). Theo ý đồ kiến trúc, đây vốn là cái "tiểu minh đường" của Văn Miếu, là một bộ phận khăng khít của toàn bộ công trình kiến trúc chung. Năm 1863, trong dịp sửa nhà bia Văn Miếu, Văn Hồ đã được một lần tu sửa. Sự việc này còn ghi lại rõ ràng trên tấm bia đá dựng ở gò giữa hồ: Trước miếu có hồ lớn, trong hồ có gò Kim Châu, vào khoảng niên hiệu Cảnh Trị (1668-1671), Tham tụng họ Phạm (Phạm Công Trứ) làm 10 bài thơ vịnh Phán thủy để ghi lại cảnh đẹp... Mùa thu năm Quý Hợi niên hiệu Tự Đức (1863) tôi  cùng Cao đài Đặng Lương Phủ (Đặng Tá) dựng đình bia Tiến sĩ và sửa sang khu hồ... Mùa thu năm Ất Sửu (1865), Đặng sứ quân lại xuất tiền nhà xây một đình trên gò Kim Châu. Đình làm xong gọi là Văn Hồ đình.... .
Ngày 12 tháng 2 năm 1998, trong khi nạo vét cải tạo hồ Văn đã tìm thấy tấm bia Hoàn Văn hồ bi, soạn năm Bảo Đại thứ 17 (1942), do cử nhân khoa Quý Mão Hoàng Huân Trung  soạn. Điều đặc biệt là mặt sau của bia khắc bản dịch chữ Hán ra chữ Quốc ngữ do đốc học Trần Trọng Kim và Nguyễn Quang Oánh dịch. Cho biết hồ này và cả dải đất chạy suốt chiều dài mé tây của Văn Miếu đều thuộc quần thể khu vực Văn Miếu – Quốc Tử Giám. Đến cuối thế kỷ 18 đầu thế kỷ 20 do phân cách địa giới hành chính, khu vực Văn miếu thuộc đất tỉnh Hà Đông. Khi đất Văn Miếu – Quốc Tử Giám trao lại cho tỉnh Hà Nội thì bỏ sót lại khu hồ Văn, vì thế năm 1939 các văn thân nho sĩ tỉnh Hà Nội đệ đơn trình Thị trưởng Hà Nội xin Công sứ toàn quyền Bắc Kỳ trả lại hồ Văn vào địa phận Văn Miếu, văn bia có đoạn viết: Hồ này ở ngoài tường cửa thứ ba Văn Miếu tên là hồ Minh Đường hay là Văn hồ. Hồ rộng 1 vạn chín trăm thước vuông tây, trong hồ có gò tròn tên gọi Kim Châu rộng hai trăm thước vuông tây.
Một hồ nước trong, quanh bờ cây cối râm mát, một gò đất nổi giữa hồ trên có một kiến trúc nhỏ đẹp lẩn dưới cành lá xum xuê, cảnh này mở đầu cho một khu kiến trúc sẽ trở thành một tấm gương soi, nhân đôi cảnh trí, tạo cảm giác mát mẻ dịu dàng ngay từ khi mới đặt chân vào khu kiến trúc.
- Khu nội tự Văn Miếu - Quốc Tử Giám tôn nghiêm, được ngăn cách với vườn Giám và không gian bên ngoài bằng tường gạch vồ và được chia làm 5 lớp không gian khác nhau, mỗi lớp được giới hạn bởi các tường gạch và có các cửa thông nhau: một cửa chính giữa và hai cửa phụ hai bên với các kiến trúc chủ thể là: cổng Văn Miếu, cổng Đại Trung, Khuê Văn các, cổng Đại Thành, khu điện thờ, cổng Thái Học và kết thúc là khu Thái Học.

### Văn Miếu Môn

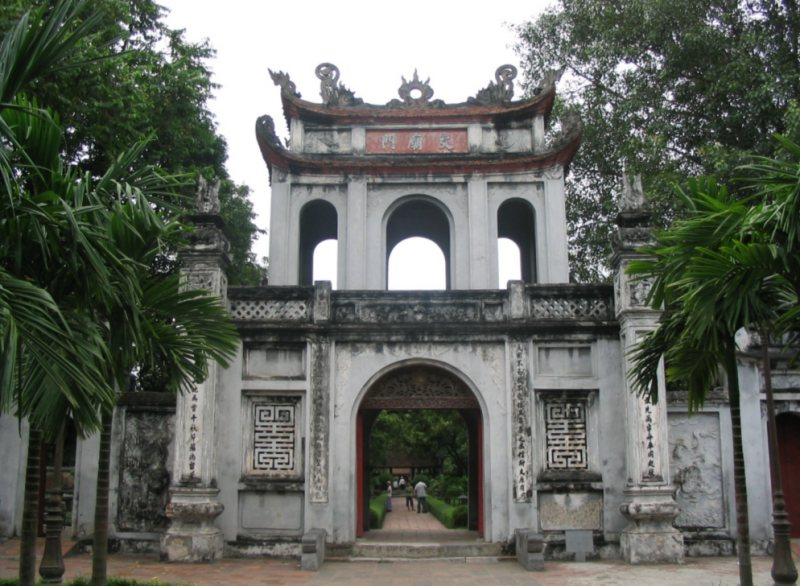
Văn miếu môn, cổng dẫn vào khu thứ nhất

Phía trước Văn Miếu môn là tứ trụ (nghi môn) và hai tấm bia Hạ mã hai bên đó là mốc ranh giới chiều ngang phía trước mặt cổng. Xưa kia dù công hầu hay khanh tướng, dù võng lọng hay ngựa xe hễ đi qua Văn Miếu đều phải xuống đi bộ ít nhất từ tấm bia Hạ mã bên này sang tới tấm bia Hạ mã bên kia mới lại được lên xe lên ngựa. Thế đủ biết Văn Miếu có vị trí tôn nghiêm tới chừng nào. Tứ trụ được xây bằng gạch, hai trụ giữa xây cao hơn trên có hình 2 con nghê chầu vào. Quan niệm tâm linh cho rằng đây là vật linh thiêng có khả năng nhận ra kẻ ác hay người thiện. Hai trụ ngoài đắp nổi 4 con chim phượng xoè cánh chắp đuôi vào nhau. Tứ trụ có đôi câu đối chữ Hán:
Đông, tây, nam, bắc do tư đạo
Công, khanh, phu sĩ, xuất thử đồ
Tạm dịch:
Đông, tây, nam, bắc cùng đạo này (đạo Nho)
Công, khanh, phu sĩ xuất thân từ đường này
Văn Miếu môn tức là cổng tam quan phía ngoài. Cổng có ba cửa, cửa giữa cao to và xây 2 tầng. Tầng trên có ba chữ 文廟門 (Văn miếu môn). Kiểu dáng kiến trúc Văn Miếu môn nhiều nét độc đáo rất đáng lưu ý trong khi nghiên cứu kiến trúc cổ Việt Nam. Nhìn bên ngoài tam quan là 3 kiến trúc riêng biệt. Cửa chính giữa thực chất xây 2 tầng. Mặt bằng hình vuông. Tầng dưới to, tầng trên nhỏ chồng lên giữa tầng dưới. Ngày 18 tháng 3 năm Khải Định thứ 3, vua Khải Định bắc tuần có đến chiêm bái Văn Miếu Hà Nội và làm hai bài thơ tứ tuyệt bằng chữ Hán, rồi phán cho tỉnh thần Hà Đông khắc vào bia dựng trên gác tam quan (rất tiếc bia hiện nay không còn, chỉ còn lại bệ bia, hai mặt bệ là hình hổ phù rất đẹp). Nguyên văn hai bài thơ như sau: 
- Bài thứ nhất

Hóa thành Nam quốc ái văn hoa,
Thánh đạo chân truyền quán bách gia,
Tằng vi Bắc phương danh giáo địa,
Nghi hồ miếu mạo vĩnh nguy nga.
Tạm dịch:
Giáo hoá lan tràn khắp nước ta,
Đạo Thánh đứng đầu cả bách gia,
Nghe nói Bắc phương văn vật thịnh,
Thảo nào Văn Miếu vẫn nguy nga.
- Bài thứ hai

Thời trung văn giáo nhập Viêm đô,
Bách thế tôn sùng đệ nhất Nho,
Thử đặc Lý triều lưu cổ tích.
Kinh kỳ tự hữu hảo qui mô
Tạm dịch:
Thời trung đạo ấy tới Viêm đô,
Trăm thủa đề cao nhất đạo Nho,
Triều Lý vẫn còn lưu dấu cũ,
Kinh thành riêng để một quy mô.
Phía trước cổng tam quan là đôi rồng đá cách điệu thời Lê, bên trong là đôi rồng đá thời Nguyễn. Hai mặt cổng tam quan Phía ngoài có hai câu đối nề (không rõ niên đại)
- Câu đối thứ nhất

Đại quốc bất dịch giáo, bất biến tục, thả tôn sùng chi, diệc tín tư văn nguyên hữu tự
Ngô Nho yếu thông kinh, yếu thức thời, vô câu cố dã, thượng tư thánh huấn vĩnh tương đôn.
Tạm dịch nghĩa là:
Nước lớn trong giáo dục, giữ thuần phong, đạo được tôn sùng, tin tưởng tư văn nguyên có gốc.
Nhà Nho phải thông kinh, phải thức thời, chớ nên cố chấp, những lời thánh huấn phải ghi lòng.
- Câu đối thứ hai

Sĩ phu báo đáp vị hà tai! Triều đình tạo tựu chi ân, quốc gia sùng thượng chi ý
Thế đạo duy trì thử nhi! Lễ nhạc y quan sở tụy, thanh danh văn vật sở đô.
Tam dịch nghĩa là:
Sĩ phu có nhiều báo đáp, ơn triều đình đào tạo, ý nhà nước tôn sùng.
Thế đạo nhờ đó duy trì, chốn lễ nhạc y quan, nơi thanh danh văn vật.

### Đại Trung Môn

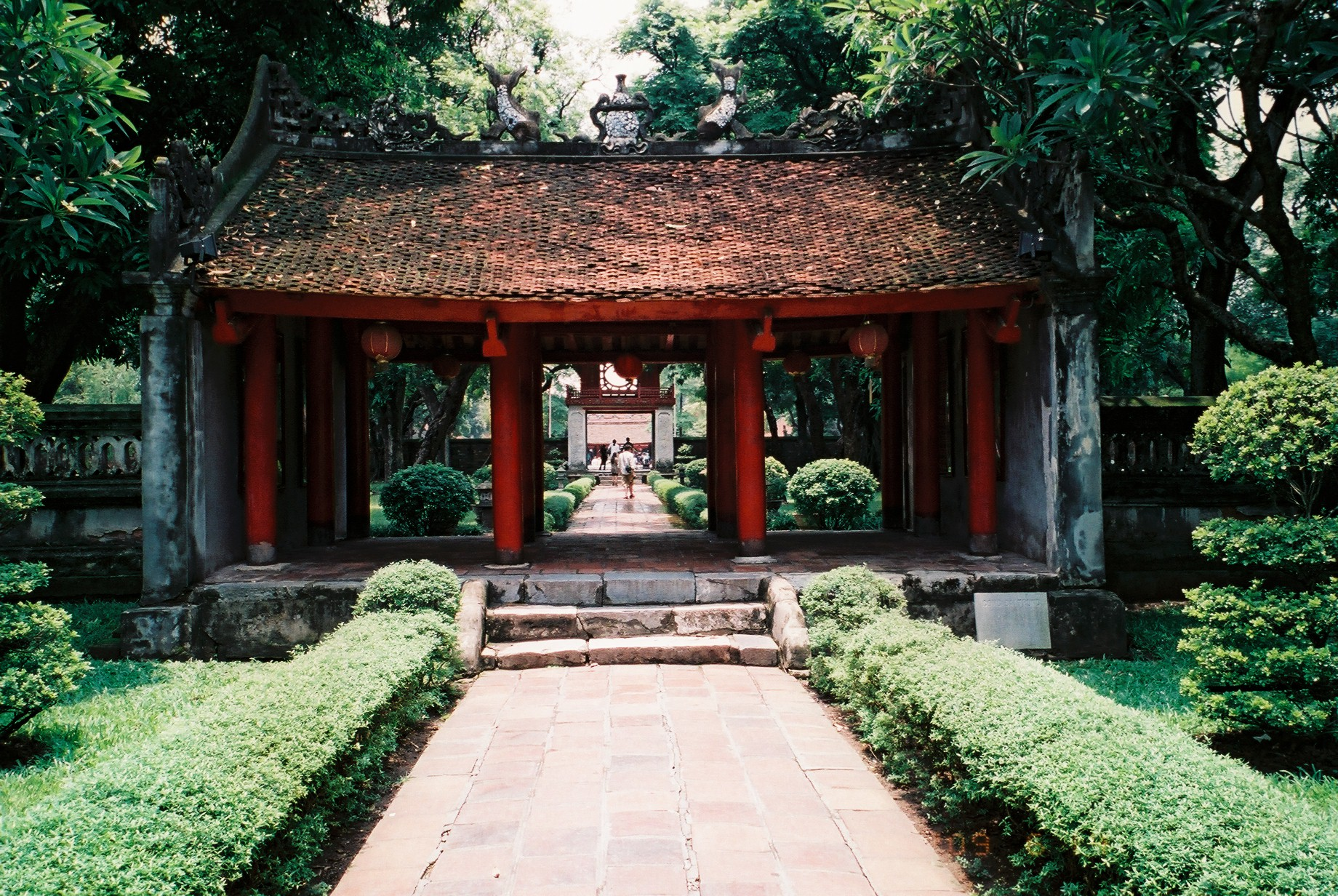
Đại trung môn

Từ cổng chính Văn Miếu môn, vào không gian thứ nhất gọi là khu Nhập đạo, theo đường thẳng tới cổng thứ hai là Đại Trung môn. Ngang hàng với Đại Trung môn bên trái có Thành Đức môn, bên phải có Đạt Tài môn. Theo văn bản của ông Đỗ Văn Ninh trước đây hai cổng tả môn và hữu môn ở phía trước và bằng Đại Trung môn, Thánh Đức môn và Đại tài môn ở phía sau. Hiện nay hai bên là không gian cây xanh và thảm cỏ  Bức tường ngang nối ba cửa vươn dài ra hai bên tới tận tường vây dọc bên ngoài. Hai bên tả hữu của cả khu Văn Miếu, cùng với tường ngang nơi Văn Miếu môn tạo thành một khu hình gần vuông có tường vây khép kín ra vào bằng Văn Miếu môn. Trong khu vực này trồng cây bóng mát gần kín mặt bằng. Hai chiếc hồ chữ nhật nằm dài sát theo chiều dọc bên ngoài. Cảnh này gây nên cảm giác tĩnh mịch, thanh nhã của nơi "văn vật sở đô". Cửa Đại Trung môn làm kiểu 3 gian, xây trên nền gạch cao, có mái lợp ngói mũi hài, có hai hàng cột hiên trước và sau, ở giữa là hàng cột chống nóc. Gian giữa cổng treo một tấm biển nhỏ đề 3 chữ sơn then Đại Trung môn.
Con đường thẳng từ Văn Miếu môn tới Đại Trung môn lại vươn tiếp thẳng tới Khuê Văn Các. Từ hai cửa Đạt Tài và Thành Đức ở hai bên cửa Đại Trung, hai con đường nhỏ hơn song song chạy thẳng với con đường trục giữa, chia khu vực thứ hai này thành 4 dải khá cân bằng. Hai hồ nước được đào ở vị trí tương tự như hai hồ nước ở khu vực thứ nhất. Việc lặp lại một khu vực chỉ có cây có cỏ, việc làm thêm dãy tường ngăn và làm thêm lớp cửa ra vào, được các nhà kiến trúc cho là rất thành công trong ý đồ tạo nên cảnh thâm nghiêm, tĩnh mịch của khu vực kiến trúc.

### Khuê Văn Các

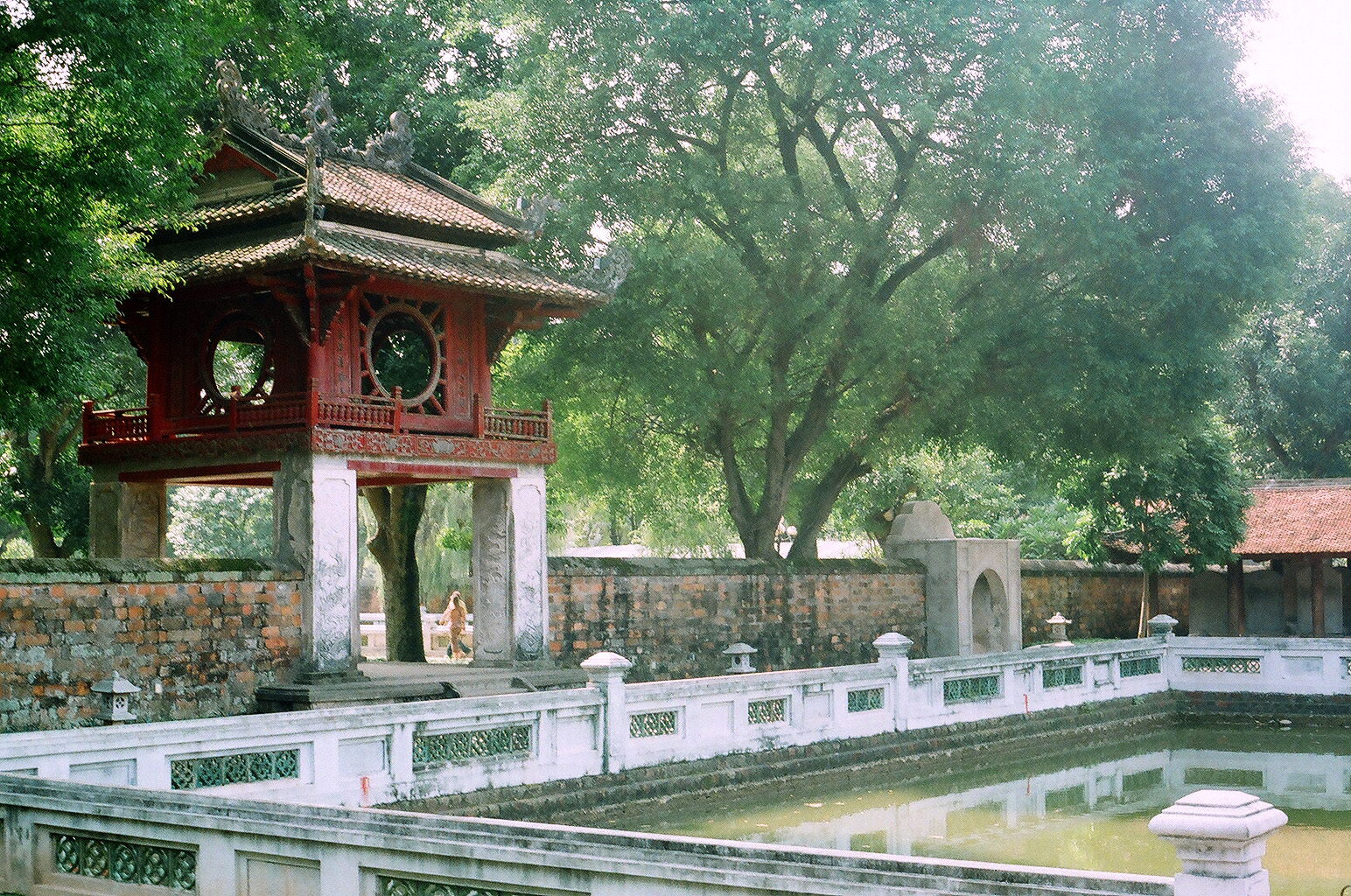
Khuê văn các - Thiên quang tỉnh, nơi giao hoà của đất, trời

Khuê Văn các (nghĩa là "gác vẻ đẹp của sao Khuê") là một lầu vuông tám mái, bao gồm bốn mái thượng và bốn mái hạ, cao gần chín thước, do Tổng trấn Nguyễn Văn Thành triều Nguyễn đương thời cho xây dựng vào năm 1805. Gác dựng trên một nền vuông cao cân xứng có lát gạch Bát Tràng mỗi bề có chiều dài là 6,8 mét. Để bước lên được nền vuông này phài đi qua ba bậc thang đá. Kiểu dáng kiến trúc Khuê Văn Các rất hài hòa và độc đáo. Tầng dưới là 4 trụ gạch vuông, mỗi cạnh của trụ có chiều dài một mét và trên các mặt trụ đều có chạm trổ các hoa văn rất tinh vi và sắc sảo. Tầng trên là kiến trúc gỗ sơn son thếp vàng trừ mái lợp và những phần trang trí góc mái hoặc trên bờ nóc là bằng chất liệu đất nung hoặc vôi cát có độ bền cao.
Sàn gỗ có chừa 2 khoảng trống để bắc thang lên gác. Bốn cạnh sàn có diềm gỗ chạm trổ tinh vi. Bốn góc sàn làm lan can con tiện cũng bằng gỗ. Bốn mặt tường bịt ván gỗ, mỗi mặt đều làm một cửa tròn có những thanh gỗ chống tỏa ra bốn phía. Cửa và những thanh gỗ chống tượng trưng cho sao Khuê và những tia sáng của sao . Mé trên sát mái phía cửa ngoài vào treo một biển sơn son thiếp vàng 3 chữ 奎文閣 (Khuê văn các). Mỗi mặt tường gỗ đều chạm một đôi câu đối chữ Hán thiếp vàng. Cả bốn đôi câu đối này đều rất có ý nghĩa
1. Khuê tinh thiên lãng nhân văn xiển - Bích thủy xuân thâm đạo mạch trường.
2. Hy triều phấn sức long văn trị - Kiệt các trân tàng tập đại quan
3. Thành lâm Bắc đẩu hồi nguyên khí - Nguyệt tế thu đàm chiếu cổ tâm.
4. Thánh hiền nhất thống đồ thư phủ - Văn hiến thiên thu lễ nghĩa bang.

Tạm dịch nghĩa như sau:
1. Sao Khuê trời sáng, văn minh rộng - Sông Bích xuân sâu, mạch đạo dài
2. Triều ta tô điểm nhiều văn trị - Gác đẹp văn hay đón khách xem
3. Bắc Đẩu soi thành nhiều khí tốt - Đầm thu bóng nguyệt sáng lòng xưa
4. Nước lễ nghĩa nghìn năm văn hiến - Phủ đồ thư một mối thánh hiền

Gác Khuê Văn vốn là nơi xưa kia dùng để họp bình những bài văn hay của các sĩ tử đã thi trúng khoa thi hội. Gác nhỏ, kiến trúc giản dị nhưng tao nhã, đặc biệt lại được chọn dựng giữa những cây cổ thụ xanh tốt, cạnh giếng Thiên Quang đầy nước trong in bóng gác.
Phân tích. Theo Kinh dịch những con số lẻ (1, 3, 5, 7, 9) thuộc về dương, biểu hiện sự sinh sôi nảy nở và phát triển, Khuê văn các có 8 mái là bát quái, có thêm 1 nóc ở trên là 9, số cửu trù, số cực dương. Theo quan niệm của người xưa, giếng Thiên quang hình vuông tượng trưng cho mặt đất, cửa sổ hình tròn của gác Khuê văn tượng trưng cho bầu trời, có ý nói nơi đây là nơi tập trung mọi tinh hoa của trời đất, có ý tưởng đề cao trung tâm giáo dục văn hoá Nho học Việt Nam. Ngày nay, Khuê Văn Các ở Văn Miếu-Quốc Tử Giám đã được công nhận là biểu tượng của thành phố Hà Nội.
- Cửa Bi văn kết thúc con đường lát gạch nhỏ chạy từ cửa Thành Đức bên trái Bi văn có nghĩa là trang sức nên vẻ đẹp. Ý nói văn chương trau chuốt sáng sủa, có sức truyền cảm thuyết phục con người.
- Cửa Súc văn kết thúc con đường lát gạch nhỏ chạy từ cửa Đạt Tài bên phải Súc Văn có nghĩa là văn chương hàm súc phong phú, có khả năng nuôi dưỡng vẻ đẹp của tâm hồn.

Hai cửa này cùng với gác Khuê Văn đồng thời mở đầu cho khu vực thứ hai, khu vực giếng Thiên Quang và hai vườn bia Tiến sĩ.

### Giếng Thiên Quang, bia Tiến sĩ

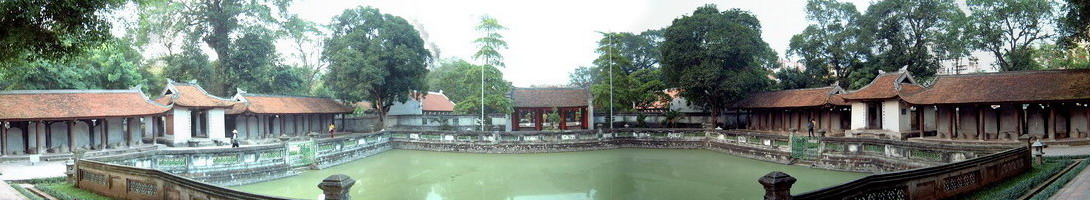
Toàn cảnh Thiên quang tỉnh (nhìn từ gác Khuê Văn), hai bên là hai khu nhà bia, phía cuối hình là Đại thành môn dẫn vào không gian thứ ba

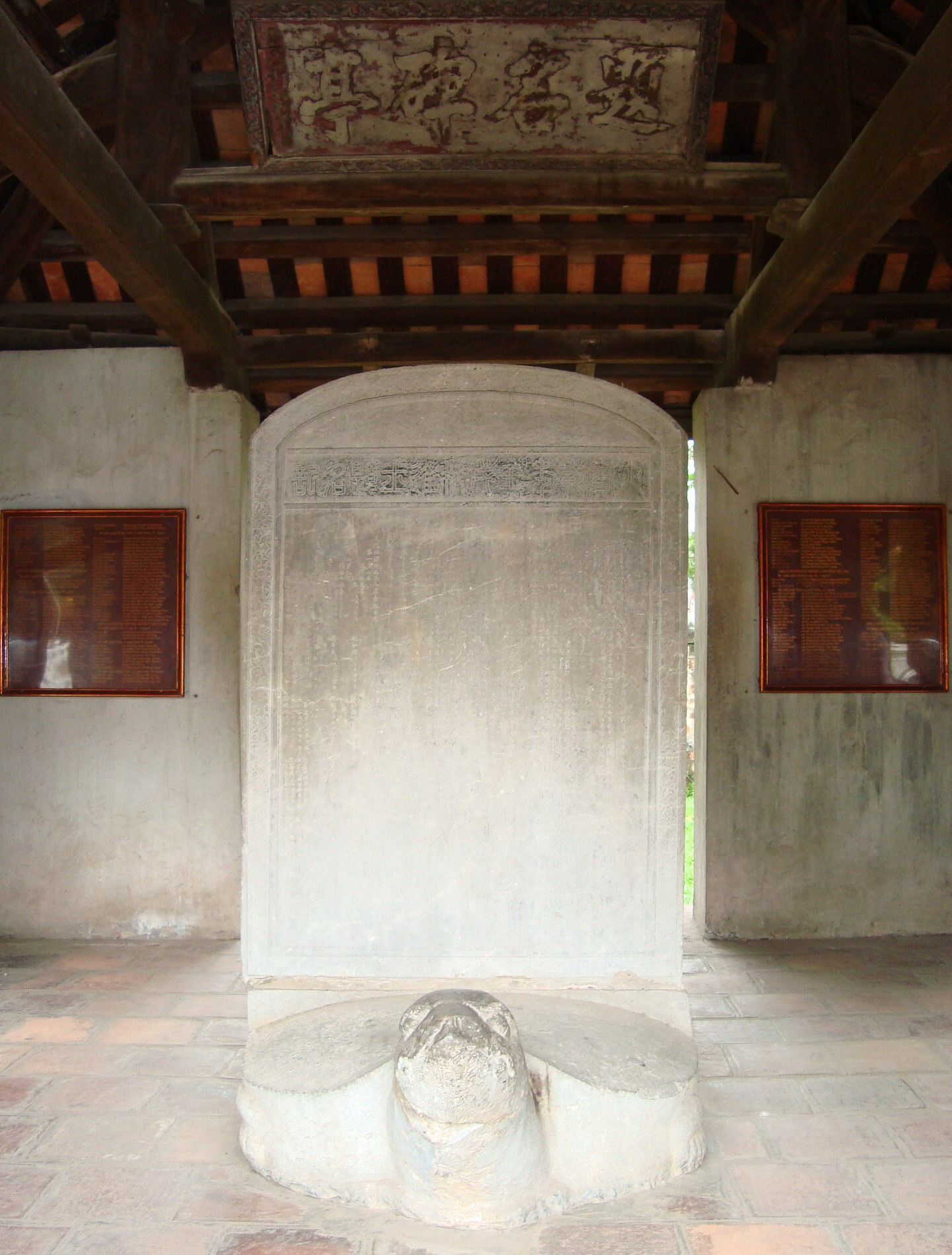
Bia tiến sĩ khoa thi nho học năm Nhâm Tuất (1442)

Thiên Quang tỉnh (tức "giếng soi ánh sáng bầu trời") còn được gọi là Văn Trì (ao Văn). Thiên Quang nghĩa là ánh sáng bầu trời. Đặt tên này cho giếng, người xây dựng có ý muốn nói con người thu nhận được tinh túy của vũ trụ, soi sáng tri thức, nâng cao phẩm chất, tô đẹp nền nhân văn. Giếng hình vuông, quanh bờ đều xây hàng lang trưng cho đất, cửa tròn gác Khuê Văn tượng trưng cho trời. Tinh hoa của cả trời cả đất đều được tập trung ở trung tâm văn hóa giáo dục uy nghiêm giữa chốn đế đô này. Một con đường nhỏ lát gạch bao quanh giếng cho phép người ta có thể dạo quanh giếng, lên gác Khuê Văn, vào cửa Đại Thành hoặc rẽ sang 2 vườn bia đá ở 2 bên.
Nhưng có lẽ di tích có giá trị bậc nhất ở đây là 82 tấm bia Tiến sĩ dựng ở hai bên phải trái của giếng Thiên Quang, mỗi bên 41 tấm dựng thành 2 hàng ngang, mặt bia đều quay về phía giếng. Cả hai bên, giữa mỗi vườn bia xây một tòa đình vuông, 4 mặt bỏ trống, nền cao, giữa nền có bệ, cửa đều trông thẳng xuống giếng. Đây là hai tòa đình thờ bia. Xưa kia hàng năm xuân thu nhị kỳ trong Văn Miếu làm lễ tế thì ở đây cũng sửa lễ vật cúng bái các vị tiên nho của nước ta mà quý tính cao danh còn khắc trên bia đá. Trong 82 tấm bia còn lại tới ngày nay, tấm sớm nhất dựng vào năm 1484, khắc tên các vị tiến sĩ đỗ khoa Nhâm Tuất, niên hiệu Đại Bảo năm thứ 3 (1442) tấm cuối cùng dựng vào năm 1780, khắc tên các Tiến sĩ đỗ khoa Kỷ Hợi, niên hiệu Cảnh Hưng năm thứ 40 (1779). Từ khoa Nhâm Tuất, niên hiệu Đại Bảo năm thứ 3 tới khoa cuối cùng là khoa Đinh Mùi niên hiệu Chiêu Thống năm thứ nhất 1787 tính cho đủ phải tới 124 khoa thi đình, nếu chỉ kể các khoa thi Tiến sĩ, không kể các khoa Đông Các và Chế khoa thì cũng phải 117 khoa, vậy nếu theo đúng điển lệ triều Hậu Lê thì phải lập đủ 117 tấm bia đề tên Tiến sĩ. Thế nhưng trải qua bao cơn binh lửa, vật đổi sao dời, số bia chỉ còn là 82 tấm. Nhiều tấm bia nọ lắp vào rùa kia, nhiều tấm nứt vỡ phải gắn chắp lại.
Khi quân Tây Sơn tiến vào Thăng Long đã làm hư hại Văn Miếu – Quốc Tử Giám. Nông dân trại Văn Chương xin Nguyễn Huệ dựng lại bia đề tên Tiến sĩ trong nhà Giám viết rằng:
Bia Tiến sĩ dựng trong Văn Miếu
Khởi từ năm Đại Bảo thứ ba
Xí vào Nhâm Tuất hội khoa
Thái Tông ngự trị thuộc nhà Hậu Lê
Rồi từ đó lệ về Quốc Giám
Trải ba trăm ba mươi tám năm ròng
Đến năm thứ 40 niên hiệu Cảnh Hưng vua Hiển Tông
Là khoa Kỷ Hợi cuối cùng hết bia
Tính gồm lại số bia trong Giám
Cả trước sau là tám mươi ba
Dựng theo thứ tự từng khoa
Bia kia sáu thước cách xa bia này 
Nhà bia đủ đông tây 10 nóc
Vuông bốn bề ngang dọc bằng nhau
Mỗi bề hai chục thước tàu
Cột cao mười thước có lầu chồng diêm
Coi thể thế tôn nghiêm có một
Cửa ra vào then chốt quan phòng
Bốn quan nhất phẩm giám phong
Ba cơ, bảy vệ canh trong canh ngoài
Bia mới dựng đầy 2 nóc trước
Tám nóc sau còn gác lưu không
Năm năm chờ đợi bảng rồng
Các quan bộ Lễ, bộ Công chiếu hành 

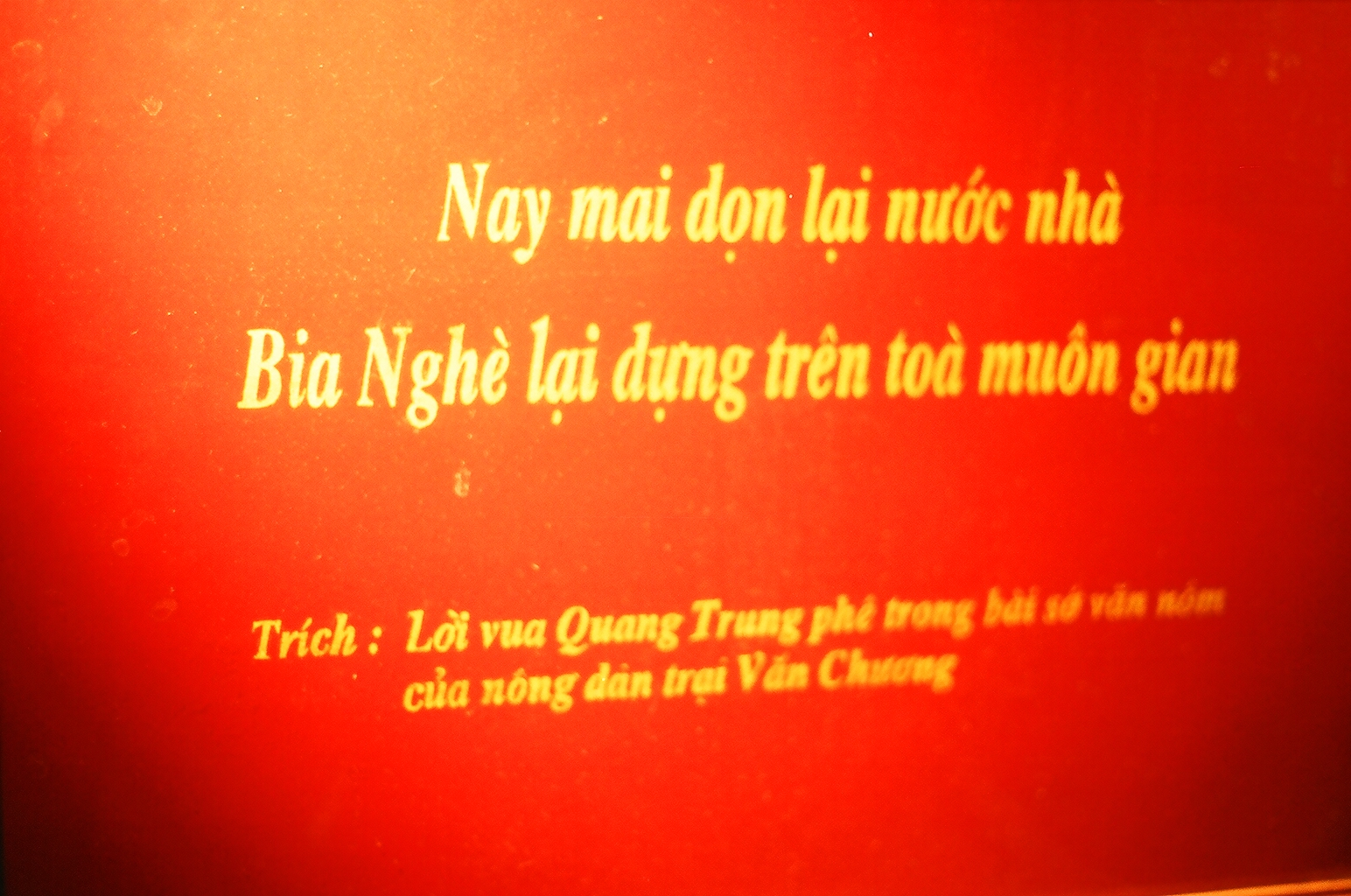
Lời thơ vua Quang Trung ở Văn Miếu - Quốc Tử Giám

Tháng 4 năm 1976 Viện Khảo cổ học phối hợp với phòng Bảo tồn bảo tàng, Sở Văn hóa Thông tin thành phố Hà Nội đã khai quật được một con rùa đá đế bia chìm sâu dưới lòng hồ cạnh Khuê Văn Các. Thân bia chưa thấy, song sự việc này đã nâng số bia Tiến sĩ lên con số 83. Những năm thực dân Pháp xâm lược rồi tạm chiếm Hà Nội, 2 vườn bia có lúc hoang vắng, cỏ cao lút đầu. Hiện nay 2 vườn bia đã được tu sửa lại theo mẫu sửa nhà bia cuối cùng vào niên hiệu Tự Đức năm thứ 16 (1863), do Bố chính Hà Nội là Lê Hữu Thanh cùng với thự Hậu quân Đô thống, Tổng đốc Hà Ninh là Tôn Thất Hân và Án sát Hà Nội là Đặng Tá khởi xướng làm 2 nhà bia mỗi nhà 11 gian để che mưa nắng cho các di vật quý giá này. Nội dung được ghi rõ trong 2 tấm bia dựng ở bên trái sân Đền Khải Thánh - Quốc Tử Giám (xem phần trích trong mục Đền Khải Thánh - Quốc Tử Giám)

### Đại Thành Môn, khu điện thờ
Qua cửa Đại Thành là vào không gian thứ ba, khu vực chính của di tích Quốc Tử Giám - Văn Miếu. Cũng như cửa Đại Trung, cửa Đại Thành là một kiến trúc 3 gian với hai hàng cột hiên trước sau và một hàng cột giữa. Chính giữa, trên giáp nóc có treo một bức hoành khắc 3 chữ 大成門 (Đại thành môn) theo chiều ngang, đọc từ phải sang trái. Bên phải hai hàng chữ nhỏ dọc khắc Lý Thánh Tông, Thần Vũ nhị niên, Canh Tuất thu, bát nguyệt phụng kiến có nghĩa là: "Tháng 8 mùa thu năm Canh Tuất, niên hiệu Thần Vũ năm thứ 2 đời Lý Thánh Tông vâng sắc xây dựng" . Bên trái một hàng chữ dọc khắc: Đồng Kháng tam niên, Mậu Tý trọng đông đại tu có nghĩa là "Tháng 11 năm Mậu Tý niên hiệu Đồng Khánh năm thứ 3 đại tu". Bức hoành sơn thiếp giản dị, là sản phẩm của năm 1888, song nó là minh chứng cho một lần tu sửa lớn vào thời Đồng Khánh nhà Nguyễn, và cũng là một bằng cứ gián tiếp cho năm khởi dựng Văn Miếu vào thời vua Lý Thánh Tông.
Cửa Đại Thành (cửa của sự thành đạt lớn lao), mở đầu cho khu vực của những kiến trúc chính, nơi thờ Khổng Tử, Chu Công, Tứ phối, Thất thập nhị hiền v.v... và cũng là nơi giảng dạy của trường giám thời xưa, mang một cái tên đầy ý nghĩa tưởng không còn có thể chọn một tên nào có ý nghĩa hay hơn.
Hai cửa nhỏ theo văn bản của ông Đỗ Văn Ninh là Kim Thành bên phải và Ngọc Thành bên trái, hiện nay là Kim Thanh môn và Ngọc Chấn môn nằm ngang với cửa Đại Thành, song 2 cửa này không mở vào thẳng khu vực chính, mà để đi qua con đường lát gạch phía sau 2 dãy Tả Vu và Hữu Vu để tiếp tục qua sang khu Khải Thánh phía cuối cùng của di tích.

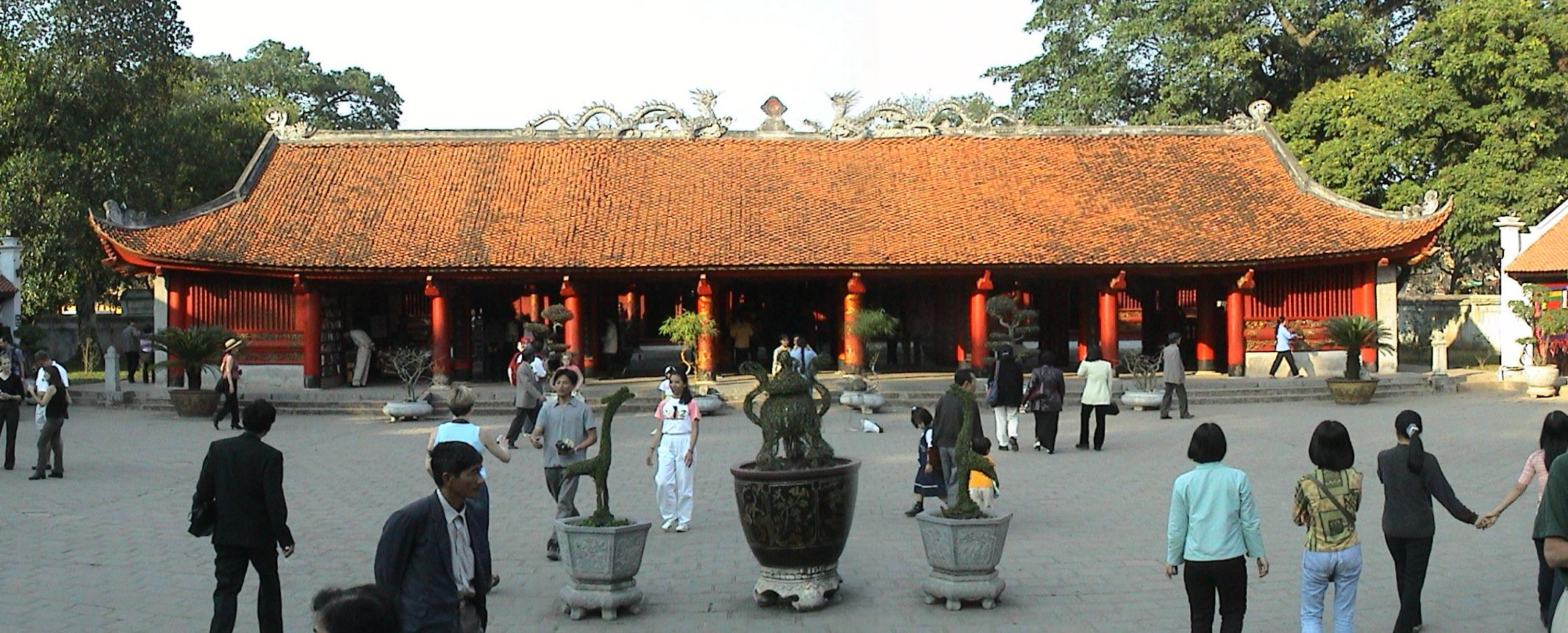
Bái đường Văn Miếu

Bước qua cửa Đại Thành là tới một sân rộng mênh mông lát gạch Bát Tràng. Hai bên phải trái của sân là 2 dãy Hữu Vu và Tả Vu. Chính trước mặt là tòa Đại Bái Đường rộng rãi, to lớn và thâm nghiêm trải suốt chiều rộng của sân nối giáp với đầu hồi của Tả Vu, Hữu Vu 2 bên, tạo thành cụm kiến trúc hình chữ U cổ kính và thuyền thống. Sau Đại Bái Đường, song song với Đại Bái Đường là tòa Thượng Điện, có quy mô tương tự cả về chiều cao lẫn bề rộng. Đại Bái Đường nối với Thượng Điện bằng một Tiểu Đình hình vuông. Nếu tách riêng cụm 3 kiến trúc này ra mà nói thì chúng được xây dựng  theo hình chữ công mà Tiểu đình chính là nét sổ giữa và Đại Bái Đường, Thượng Điện là 2 nét ngang trên và dưới.
Thượng Điện ở phía sau 9 gian, tường xây 3 phía, phía trước có cửa bức màn đóng kín 5 gian giữa, 4 gian đầu hồi có cửa chấn song cố định. Nhìn chung Thượng Điện kín đáo và do đó cũng tối hơn Đại Bái, đó cũng là ý đồ của công trình sư muốn tạo cho nơi đây một không khí thâm nghiêm, u tịch và họ đã thành công mỹ mãn. Nơi đây là nơi thờ những vị tổ đạo Nho. Gian chính giữa có cái khám và ngai lớn để trên một bệ xây, trong có bài vị Chí thánh tiên sư Khổng Tử. Cách 2 gian 2 bên tới những gian khác cũng có bệ xây và cũng có khám, trong khám có ngai và bài vị. Bên trái có 2 ngai thờ Tăng Tử và Mạnh Tử; bên phải có 2 ngai thờ Nhan Tử và Tử Tư. Bốn vị được thờ trên đây tức là Tứ phối được quy định thờ từ ngày mới xây dựng Văn Miếu. Ngoài bài vị ra cả 4 vị đều có tượng gỗ sơn thiếp rất uy nghi.
Hai gian đầu hồi cũng có 2 khám lớn xếp chầu vào gian giữa, thờ Thập triết gồm những vị: Mẫn Tử, Nhiễm Tử, Đoan Mộc Tử, Trọng Tử, Bốc Tử, Hữu Tử, Tể Tử, Ngôn Tử, Chuyên Tôn Tử, Chu Tử.
Tòa Đại Bái bên ngoài cũng xây 9 gian, nhưng chỉ xây 2 tường hồi còn mặt trước mặt sau để trống. Tòa Đại Bái này có chức năng hành lễ trong những kỳ tế tự xuân thu. Chỉ gian chính giữa có hương án thờ còn các gian khác đều bỏ trống. Tại đây treo khá nhiều hoành phi câu đối. Bức hoành gian giữa khắc 4 chữ Khang Hi ngự thư và Đồng Khánh Mậu Tý trọng đông thuận đề (1888)
Cũng như Thượng Điện, Đại Bái đường mang đậm phong cách kiến trúc thời Hậu Lê, kẻ bảy giản đơn không chạm trổ cầu kỳ, chồng đấu làm theo kiểu đấu đỡ cột chồng rất Việt Nam, khác hẳn với phong cách kiến trúc đồng thời của những công trình ở các nước láng giềng.

### Đền Khải Thánh, Quốc Tử Giám

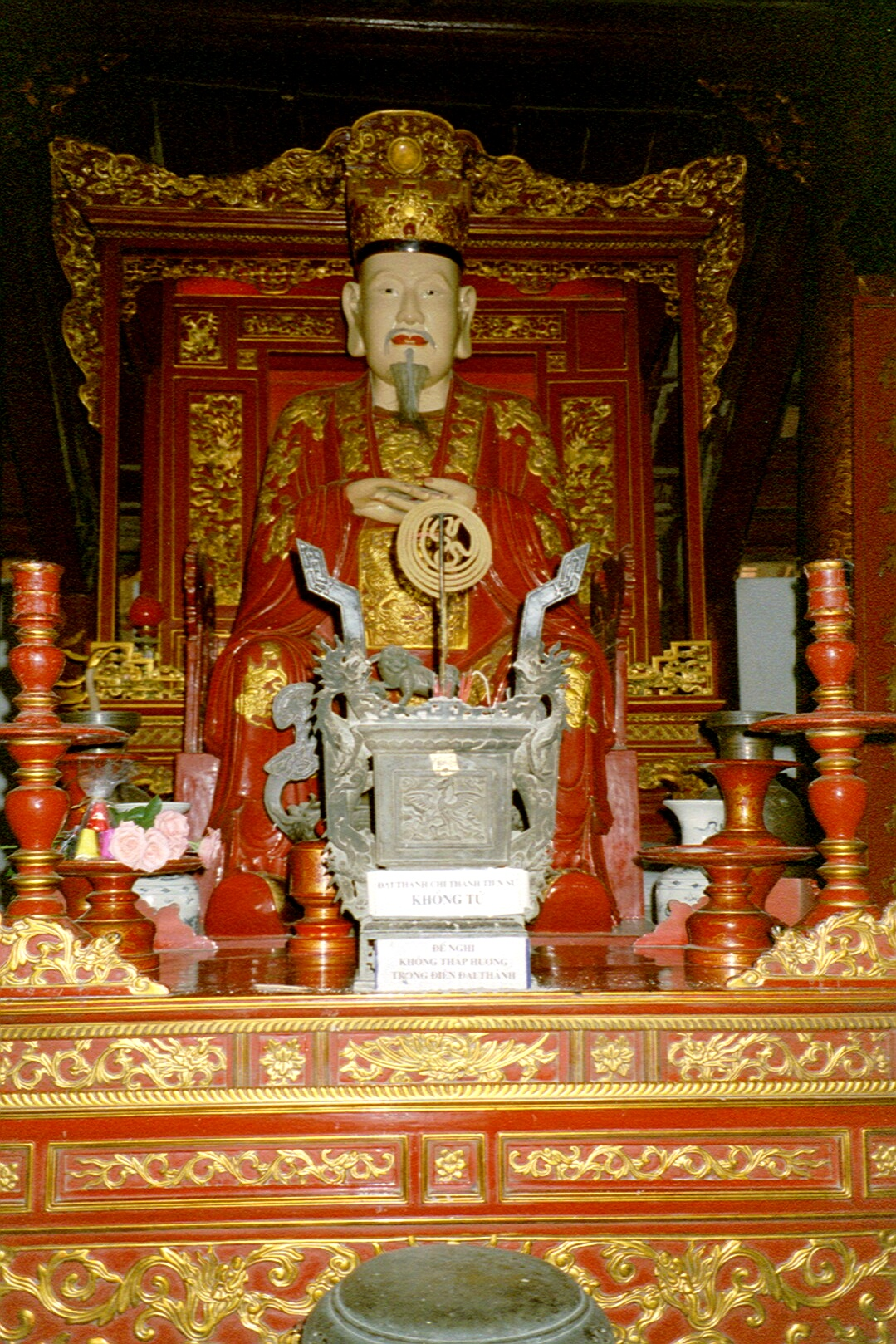
Khổng Tử (551TCN - 479TCN) Tượng thờ trong điện Đại thành được làm năm 1729

Khu Khải Thánh là khu sau cùng của di tích. Từ Văn Miếu sang đến Khải Thánh người ta có thể đi theo 2 con đường lát gạch phía sau Tả Vu và Hữu Vu, hoặc cũng có thể từ sau lưng Thượng Điện qua cửa tam quan. Cửa này là cửa chính cũng xây 3 gian, có mái lợp và cánh cửa đóng mở. Từ bên ngoài vào đền Khải Thánh cũng có thể qua một cổng nhỏ có cánh mở ở góc Đông Nam nơi tiếp giáp với bức tường ngăn 2 khu Văn Miếu và Khải Thánh.
Đền Khải Thánh là nơi thờ cha mẹ Khổng Tử tức là Thúc Lương Hột và Nhan Trưng Tại. Phần nửa diện tích của khu này là sân phía trước. Sân bị con đường lát gạch ngăn đôi dẫn từ cửa tam quan lên chính giữa đền thờ. Nửa sân bên trái có 2 tấm bia ghi đại lược như sau:
Thăng Long là nơi đô thành cũ; là nhà Thái Học xưa. Hai bên cửa Văn Miếu có dựng bia đề tên Tiến sĩ, bắt đầu từ khoa Nhâm Tuất niên hiệu Đại Bảo, tới khoa Kỷ Hợi niên hiệu Cảnh Hưng, nay hiện còn 82 tấm, đó chỉ là một số nhỏ. Trong thời gian từ đó tới nay gió táp mưa sa, cỏ lấp rêu phong, có tới hơn 20 tấm chữ khắc bị mòn, lỏng chỏng mỗi nơi mỗi tấm, phần nhiều sứt mẻ không thể đọc được hết. Tôi là Thanh đến làm quan ở đây, vẫn thường muốn làm việc ấy. Mùa thu năm nay, công việc đỡ bận, tôi bàn với quan tổng đốc và quan án sát, bàn cách làm nhà ngói mỗi bên 2 tòa nhà, mỗi tòa 11 gian. Tấm bia nào đổ lỏng chỏng thì đem xếp lại, mặt bia nào bị sứt sở thì đem so sánh mà khắc lại. Cất giữ lấy vết tích xưa vậy... Thật sự 2 tấm bia này cũng là những tư liệu quý.
Kiến trúc đền Khải Thánh sơ sài hơn song cũng có Tả Vu, Hữu Vu 2 bên và đền thờ ở giữa. Đền Khải Thánh xưa vốn là Quốc Tử giám, nơi rèn đúc nhân tài cho nhiều triều đại. Năm 1946 quân Pháp đã bắn đại bác phá hủy sạch không còn lại một kiến trúc nào. Kiến trúc ngày nay là hoàn toàn mới. Toàn bộ mái đều được lợp hai lớp ngói lót, trên là một lớp chì dày 1,5mm rồi đến một lớp ngói lót nữa, và trên cùng là ngói mũi hài. Phần giữa các cột nhà với chân đá tảng cũng đặt một tấm chì dày 1,5mm để chống ẩm từ dưới lên. Nền sân đều được lát gạch bát kích thước 30x30x4cm. Xung quanh nhà đều được bó vỉa bằng đá xanh. Quy mô kiến trúc khu Thái Học mới rất bề thế, trang nghiêm và hài hoà với kiến trúc cảnh quan của khu Văn Miếu phía trước.

### Nhà Tiền đường, Hậu đường
Đây là công trình xây dựng hoàn toàn mới do Trung tâm thiết kế tu bổ di tích - Bộ Văn hoá Thông tin thiết kế kỹ thuật, nằm trong công trình trùng tu khu Thái Học khởi công xây dựng ngày 13 tháng 7 năm 1999.
Nhà Tiền đường 9 gian với 40 cột gỗ lim chống mái, đầu hồi xây tường bằng gạch 30x30x7cm mặt ngoài để trần không trát. Gian đầu hồi và gian thứ ba mặt trước, mặt sau đều có cửa bức bàn chấn song con tiện dẫn sang nhà Hậu đường. 
So với nhà Bái đường của khu Văn Miếu, cột cái của nhà Tiền đường đều to và cao hơn, đường kính cột là 0,48m, chiều cao cột là 7m. Tiền đường là nơi trưng bày truyền thống hiếu học, tôn sư trọng đạo ngày nay, đồng thời cũng là nơi tổ chức các cuộc hội thảo khoa học, văn hoá nghệ thuật dân tộc. Ống muống nối Tiền đường với Hậu đường vào với nhau và có hai cửa sang nhà chuông, nhà trống.
Hậu đường là kiến trúc gỗ hai tầng, tầng 1 gồm 9 gian, 2 chái với 72 cột gỗ lim, trong đó 8 cột cái cao 11,5m đường kính 0,56m. Hai đầu hồi xây tường bằng gạch 30x30x7cm mặt ngoài cũng để trần không trát. Phía trước là cửa bức bàn chấn song con tiện, xung quanh là vách đố lụa. Gian đầu hồi mặt sau, gian thứ 3 và gian thứ 7 mặt trước là cửa sổ chấn song con tiện.
Tầng một là nơi tôn vinh Danh sư Tư nghiệp Quốc Tử Giám Chu Văn An và là nơi trưng bày về Văn Miếu - Quốc Tử Giám Thăng Long và nền giáo dục Nho học Việt Nam giới thiệu khái quát lịch sử hình thành và phát triển của Văn Miếu - Quốc Tử Giám cùng những giá trị sâu sắc của truyền thống tôn sư trọng đạo, hiếu học, đề cao nhân tài, thừa kế và phát huy di sản văn hoá dân tộc.
Tầng 2 có 5 gian xung quanh là vách đố lụa, mặt trước có 5 cửa và mặt sau có 4 cửa để ra lan can phía trước và sau.
Tầng 2 là nơi tôn thờ các danh nhân đã có công xây dựng Văn Miếu - Quốc Tử Giám và đóng góp vào sự nghiệp giáo dục Nho học của Việt Nam. Đó là các vị Lý Thánh Tông, Lý Nhân Tông và Lê Thánh Tông.

### Những tu sửa sau năm 1954
- Năm 1954, sau ngày tiếp quản Thủ đô, cơ quan chủ quản ngành văn hoá Hà Nội trùng tu lại hai dãy Đông vu, Tây vu ở hai bên sân Đại bái.
- Ngày 28 tháng 4, 1962: Bộ văn hoá đã công nhận xếp hạng là khu di tích lịch sử cấp Nhà nước.
- Ngày 25 tháng 4, 1988: Thành lập Trung tâm hoạt động văn hoá khoa học Văn Miếu – Quốc Tử Giám có chức năng quản lý tu bổ, tôn tạo di tích cho xứng đáng với danh tiếng và vai trò trong lịch sử phát triển nền văn hoá giáo dục của dân tộc.
- Năm 1991: Tu bổ điện Đại Thành và cải tạo toàn bộ hệ thống thoát nước.
- Năm 1992: Nạo vét cạp lại 4 hồ nhỏ ở khu vực thứ nhất và thứ hai.
- Năm 1993: Tu bổ thảm cỏ cây xanh, thay đất trồng lại cỏ, xây dựng nhà vệ sinh, nhà kho ở sau dãy hữu vu phía Tây.
- Năm 1994: Xây dựng lại 8 nhà che bia, sắp xếp bia Tiến sĩ, mỗi bên 4 dãy, mỗi dãy 10 bia. Đặt bia của 2 khoa thi 1442 và 1448 vào giữa hai toà đình bia, đồng thời sửa chữa toàn bộ đường đi trong khu di tích, nạo vét giếng Thiên Quang.
- Năm 1995: Lắp đặt hệ thống đèn chiếu sáng, tu bổ tường bao từ khu thứ nhất đến khu thứ tư của Văn miếu, tu sửa nhà Bái đường, cổng Đại Trung, cổng Đại Thành, Khuê Văn các, cổng Thái Học, sơn son thiếp vàng toàn bộ các cột, cổng, hoành phi câu đối của khu di tích.
- Ngày 13 tháng 7, 1999: Khởi công xây dựng khu Thái Học làm nơi tôn vinh truyền thống văn hoá dân tộc. Đây là công trình kỷ niệm 990 năm Thăng Long - Hà Nội
- Ngày 8 tháng 10, 2000: Làm lễ khánh thành.[17]
- Trong đợt đại trùng tu (1990-2000) hai đơn vị thi công là: Công ty  Tu bổ di tích và thiết bị văn hoá Trung ương và Công ty xây dựng và phục chế công trình văn hoá Hà Nội. Đã làm theo mẫu thiết kế của Công trình xây dựng khu Thái Học, Trung tâm thiết kế tu bổ di tích- Bộ Văn hoá Thông tin thiết kế mỹ thuật. Đã tham khảo Khổng Miếu Khúc Phụ, tỉnh Sơn Đông, quê hương Khổng Tử. Thiết kế quy hoạch theo ý nghĩa là một nơi di tích trung tâm văn hoá nho học.

### Đánh giá
- Khổng Tử là người Trung Quốc, Nho giáo là sản phẩm bắt nguồn từ Trung Quốc. Chế độ dựng Văn Miếu thờ Khổng Tử cũng do người Trung Quốc chế định. Việc dựng Văn Miếu ở Việt Nam tất không thể không phỏng theo chế độ Trung Hoa. Song sự khác biệt giữa Văn Miếu Việt Nam và Văn Miếu Trung Quốc lại rất lớn và rất rõ ràng. Văn Miếu Hà Nội vai trò của nó không chỉ là một nhà quốc tế mà nó còn là một nhà quốc học.
- So sánh với kiến trúc thờ Khổng Tử ở Khúc Phụ, Trung Quốc, ta dễ thấy những điểm dị đồng. Cả 2 nơi Khúc Phụ và Hà Nội đều có những kiến trúc mang tên chung như Đại Trung môn, Đại Thành môn, Khuê Văn Các v.v... Thế nhưng điểm giống nhau chỉ là tên gọi mà thôi.
- Nhìn chung bố cục kiến trúc ở Khúc Phụ quy mô lớn hơn, Kiến trúc chủ thể sắp xếp trên trục Bắc Nam là: Kim Thanh Ngọc Chấn phường, Linh Tinh môn, Thánh Thời môn, cầu Bích Thủy, Hoằng Đạo môn, Đại Trung môn, Khuê Văn các, Đại Thành môn, Hạnh đàn, Đại Thành điện, Tẩm điện, Thánh Tích điện, đối xứng hai bên là các cổng nhỏ, lầu gác, Thi Lễ đường và các nhà bia... Khải Thánh điện ở bên Tây của điện Đại Thành... với kiểu dáng kiến trúc chồng diêm, chồng rường đòn bẩy tô vẽ màu sắc rực rỡ, kiến trúc rậm rì hơn. Kiến trúc ở Hà Nội quy mô nhỏ hơn, đi từ đầu tới cuối chỉ qua 5 cổng, kiến trúc thoáng hơn song cảnh trí xung quanh như cây cối, hồ nước, thanh nhã, phong quang thì rõ ràng hơn hẳn.
- Nếu đi sâu vào từng kiến trúc từ cột kèo, chồng đấu, cho tới những bức ván chạm trổ thì một Trung Quốc, một Việt Nam không sao lẫn nổi.
- Cho dù bóng dáng kiến trúc thời Lý, Trần nay không còn dấu vết nơi đâu, phần lớn kiến trúc đều là sản phẩm của thời Lê mạt, song Văn Miếu – Quốc Tử Giám Hà Nội vẫn giữ được trọn vẹn giá trị của một khu di tích kiến trúc cổ Việt Nam xứng đáng được bảo tồn mãi mãi.
- Vào ngày 9 tháng 3 năm 2010, UNESCO đã chính thức công nhận 82 tấm bia tại Văn miếu - Quốc Tử Giám, là Di sản tư liệu thế giới
- Năm 2012, Khuê Văn Các chính thức được chọn làm biểu tượng của thủ đô Hà Nội nhằm tôn vinh giá trị lịch sử của Văn Miếu - Quốc Tử Giám

## Ý nghĩa
Về mặt di tích, 2 nhà bia Tiến sĩ ở 2 bên giếng Thiên Quang là nơi bảo tồn những di tích quý nhất của cả khu di tích lịch sử này. 82 tấm bia Tiến sĩ hiện còn có giá trị về nhiều mặt. Đây là những tư liệu văn tự bản gốc duy nhất được lưu giữ tại chỗ, liên tục kể từ khi được dựng.
1. Nhà sử học có thể tìm thấy ở đây những tư liệu về lịch sử giáo dục, về những tên tuổi gắn bó với lịch sử dân tộc, quê quán, danh tính những bậc nhân tài được ghi cụ thể, chính xác thông qua đó có thể xác định tuổi cho nhiều di tích ở những nơi không ghi niên đại.
2. Nhà địa lý có thể tra cứu những địa danh cũ để tìm ra những vùng đất cổ liên quan đến thời hiện tại.
3. Nhà nghiên cứu triết học có thể tìm ở đây những chứng cứ để xác định vai trò của Nho giáo ở Việt Nam
4. Những người Việt Nam ở khắp nơi cũng tới đây tìm tên họ một vị tổ nào đó thuộc dòng họ nhà mình xưa đã có tên trong khoa bảng
5. Đây còn là những tư liệu có hệ thống liên tục, ít nhất cũng trong vòng 3 thế kỷ (từ 1484 tới 1780) về kỹ thuật điêu khắc đá. Nhà nghiên cứu mỹ thuật và các nghệ sĩ tạo hình có thể từ những hình dáng bia, rùa, hoa văn và các mô típ chạm khắc trên bia mà tìm ra tinh hoa của nghệ thuật dân tộc để phát huy, áp dụng vào những sáng tạo hiện đại.
6. Đã có nhiều bài nghiên cứu viết về bia Tiến sĩ, song việc khai thác tư liệu của 2 nhà bia vẫn còn tiếp tục. Các nhà khoa học đều cho rằng văn bia tiến sĩ xứng đáng là pho "sử đá" có nhiều giá trị độc đáo và hiếm có về văn hóa, lịch sử, nghệ thuật chế tác... không chỉ với Việt Nam mà cả thế giới.